# Aed Carabao
Aed Carabao (thai: แอ๊ด คาราบาว), född 9 november 1954, artistnamn för Yuenyong Opakul, är en thailändsk sångare och skådespelare. Han är frontfigur i den thailändska rockgruppen Carabao.

## Diskografi

### Album
- "Kam Phu Cha" (1984)
- "Tham Muea" (1988)
- "Kon Bueng" (1990)
- "No Ploblem" (1990)
- "World Folk Zen" (1991)
- "Prusapha" (1992)

### Singelmusik
- "Khri Kha Pra Cha Chon"
- "Khwan Thai Jai Neung Deaw"
- "Tsunami"[3]
- "When Whak"[4]
- "Jed Tula Lod Thong Kreung Sao"[5]
- "Thep Pa Chao Dan Khun Thot [6]